# Moai

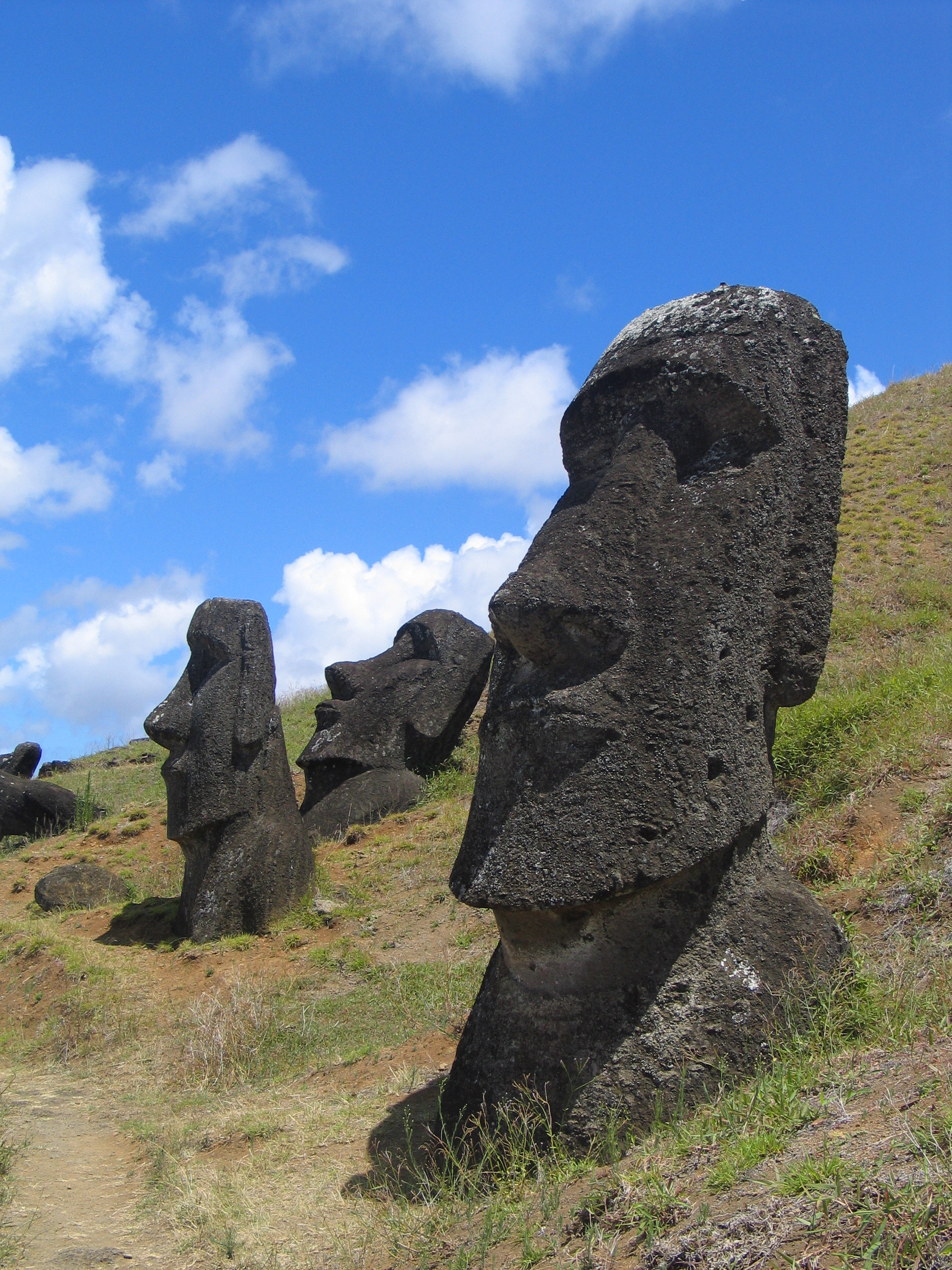
Moais em Rano Raraku

Moais, também conhecidas como Cabeças da Ilha de Páscoa ou Naoki, são as mais de 887 estátuas gigantescas de pedra espalhadas pela Ilha de Páscoa, no Chile, construídas entre 1250 e 1500 pelo povo Rapanui.
Os moais podem ser divididos em 3 categorias:
A primeira seria a dos Moais com olhos e pálpebras entalhados que possuem uma espécie de chapéu - denominado Pukao feito de uma pedra vulcânica avermelhada e muito porosa,  tirada do vulcão "Puna Pao", e que chegavam a pesar 12 toneladas. São cerca de 250 estátuas que se situam à beira do mar  voltadas para dentro da ilha, algumas a uma distância de cerca de 20 km do vulcão onde foram modeladas. Algumas eram posicionadas conjuntamente sobre monumentos funerários  chamados "ahu" dando origem à teoria de que seriam homenagens aos ancestrais da ilha e que serviriam de proteção aos habitantes.
A segunda categoria seria a das estátuas erigidas ao pé do "Rano Raraku". São estátuas com ricos desenhos e inscrições na língua Rongorongo que foram terminadas, porém não possuem as pálpebras desenhadas e não possuem o chapéu pukao, como a linguagem Rapanui, muito similar aos hieroglifos egípcios, ainda não foi desvendada, não fica claro qual o motivo dessa diferenciação entre as estátuas e nem porque estas estavam cobertas de símbolos.

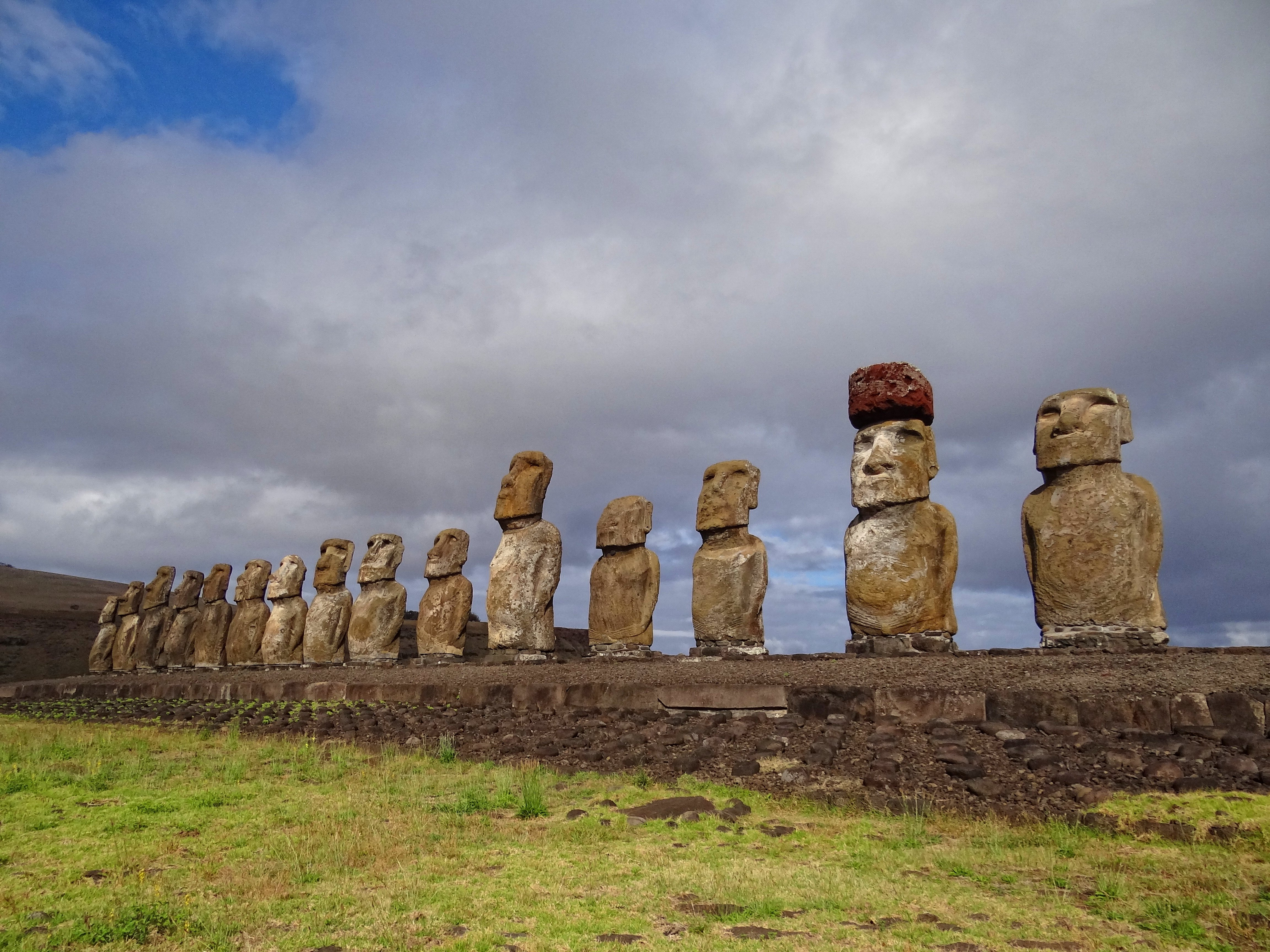
Moais sobre "ahu", nota para o Moai com Pukao à direita.

A terceira categoria e mais famosa seria a das estátuas "tukuturi", que possuem a particularidade de ter pernas, semelhante em posição e formato às estátuas da arte Pré-incaica. Nestas, as estátuas encontram-se sentadas sobre as panturrilhas com braços ao lado do corpo e algumas apresentam genitália fálica.
Especula-se que os moais, cujas cabeças ostentam "pukaos" - possivelmente representando um tipo de "penteado" utilizado por algumas tribos (cabelos amarrados com um nó no alto da cabeça) - representam, de modo estilizado, um torso humano masculino de orelhas longas ou pequenas representando uma divisão de classes. 
Em sua maioria, medem entre 4,5 a 6 metros de comprimento e pesam entre 1 a 27 toneladas. A maior delas, entretanto, tem mais de 20 metros de altura.

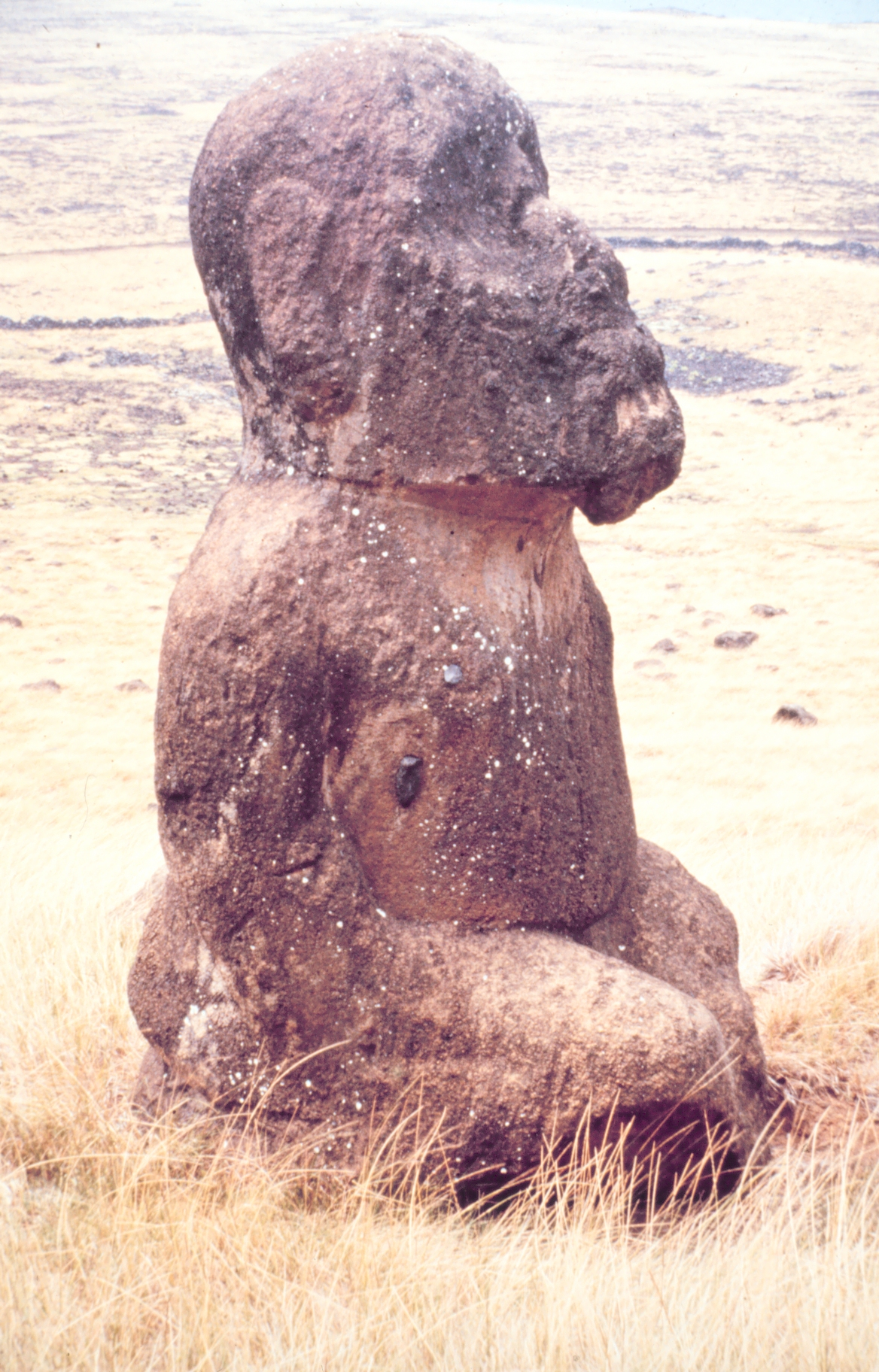
"tukuturi" moais sem pukao e "sentados"

Segundo a teoria mais consensual sobre a ilha, os moais teriam sido erguidos pelos primeiros habitantes, os "Rapanui", como homenagem aos líderes mortos, o que explicaria a disposição em que se encontram, estando todas de costas para o mar, ou seja, de frente para o interior da ilha onde ficavam as aldeias.
A Ilha de Páscoa é um dos lugares habitados mais isolados do mundo: são 118 km² de terra no sudoeste do oceano Pacífico, 1600 km a leste da ilha de Pitcairn e 3700 km a oeste do Chile. O neerlandês Jacob Roggeveen foi o primeiro ocidental a visitar o lugar, em 5 de abril de 1722. Encontrou polinésios e nativos de "pele clara e cabelos vermelhos", que moravam em cabanas feitas de colmo e subsistiam da escassa vegetação. Em 1956, uma outra expedição, comandada pelo norueguês Thor Heyerdahl, descobriu milhares de ferramentas usadas na execução das estátuas.
Em 2008, um turista finlandês lascou um pedaço da orelha de um moai. O turista foi multado em 17.000 dólares por danos e foi banido da ilha por três anos.
Em outubro de 2022, ao menos 80 estátuas moais foram danificadas por um incêndio que devastou a ilha. Há suspeitas de que a destruição pelo fogo possa ter sido causado por ação humana.  